# Liste der Kulturdenkmäler in Gehrweiler
In der Liste der Kulturdenkmäler in Gehrweiler sind alle Kulturdenkmäler der rheinland-pfälzischen Ortsgemeinde Gehrweiler aufgeführt. Grundlage ist die Denkmalliste des Landes Rheinland-Pfalz (Stand: 27. November 2018).

## Einzeldenkmäler
| Bezeichnung                | Lage                                                    | Baujahr                 | Beschreibung | Bild            |
| -------------------------- | ------------------------------------------------------- | ----------------------- | --- | --------------- |
| Schulhaus                  | Ortsstraße 22 Lage                                      | 1842                    | ehemaliges Schulhaus, heute Wohnhaus; aufgesockelter Putzbau, auskragendes Satteldach, bezeichnet 1842                               | Fotos hochladen |
| Glockenturm                | Ortsstraße, vor Nr. 31 Lage                             | 1469                    | Bruchsteinbau mit barockem Haubendach, 1469, Wiederaufbau um 1760                                                                    | Fotos hochladen |
| Gehrweilermühle            | nördlich des Ortes an der L 387 (Hauptstraße 1) Lage    | 18. und 19. Jahrhundert | stattliches Mühlenanwesen, 18. und 19. Jahrhundert, mit spätbarockem Wohnhaus                                                        | BW              |
| Friedhofstor und Grabstein | südöstlich des Ortes an der L 387 auf dem Friedhof Lage | 1837                    | am 1837 angelegten, 1885 erweiterten Friedhof Friedhofstor mit klassizistischem Portal, bezeichnet 1837; Grabstein G. Stutz († 1896) | Fotos hochladen |